# Marin Filip
Marin Filip (ur. 1991) – rumuński zapaśnik walczący w stylu wolnym. Brązowy medalista igrzysk frankofońskich w 2017 roku.